# Melampyrum fimbriatum
Melampyrum fimbriatum är en snyltrotsväxtart som beskrevs av Vandas. Melampyrum fimbriatum ingår i släktet kovaller, och familjen snyltrotsväxter. Inga underarter finns listade i Catalogue of Life.